# Blair Tefkin
Blair Tefkin est une actrice et auteure-compositrice-interprète américaine, née le 9 décembre 1959 à Los Angeles (Californie).

## Biographie

### Jeunesse et formations
Blair Ashley Tefkin naît le 9 décembre 1959 à Los Angeles, en Californie, et grandit dans la vallée de San Fernando avec sa mère, une hygiéniste dentaire.
À l'âge de 5 ans, elle fait une petite apparition dans Land of the Giants.
Jeune, elle fréquente l'American Conservatory Theater (en), puis l'école d'improvisation théâtrale The Groundlings à Los Angeles.

### Carrière
En 1982, Blair Tefkin apparaît dans le film, une comédie pour adolescents, Ça chauffe au lycée Ridgemont (Fast Times at Ridgemont High) d'Amy Heckerling. La même année, elle est choisie pour remplacer Dominique Dunne — assassinée par son ex-petit ami, John Thomas Sweeney, chef cuisinier de Ma Maison à Los Angeles — dans le rôle de Robin Maxwell, fille aînée du Dr Robert Maxwell (endossé par Michael Durrell), pour la mini-série de science-fiction V, créée par Kenneth Johnson et diffusée l'année suivante sur NBC, qui aura pour suite, l'année suivante, V, la Bataille finale (V: The Final Battle), puis V : La Série (V: The Series).
En 1987, elle apparaît, aux côtés de Charlie Sheen, dans le film Three for the Road de Bill L. Norton, puis dans la comédie horrifique Vampire, vous avez dit vampire ? 2 (Fright Night Part 2, 1988) de Tommy Lee Wallace, ainsi que la comédie A Sinful Life (1989) de William Schreiner et le thriller érotique Une épouse trop parfaite (Dream Lover, 1994) de Nicholas Kazan, avec James Spader.
En 1996, elle se tourne vers la musique, et forme un groupe, Lucie Gamelon, dans lequel elle est chanteuse et bassiste. En 1998, le groupe participe au festival Lilith Fair.

## Filmographie

### Cinéma

#### Longs métrages
- 1982 : Ça chauffe au lycée Ridgemont (Fast Times at Ridgemont High) d'Amy Heckerling : Pat Bernardo (créditée en tant que Blair Ashleigh)
- 1987 : Three for the Road de Bill L. Norton : Missy
- 1988 : Vampire, vous avez dit vampire ? 2 (Fright Night Part 2) de Tommy Lee Wallace : Bernice
- 1989 : A Sinful Life de William Schreiner : Baby
- 1990 : Wedding Band de Daniel Raskov : Susan Hayworth
- 1992 : Love Is Like That de Jill Goldman : la vendeuse
- 1992 : Inside Monkey Zetterland de Jefery Levy : l'assistante de Brent
- 1994 : Une épouse trop parfaite (Dream Lover) de Nicholas Kazan : Cheryl
- 1994 : SFW de Jefery Levy : Allison Ash
- 2001 : The Anniversary Party d'Alan Cumming et Jennifer Jason Leigh : Astrid
- 2010 : Greenberg de Noah Baumbach : Megan

#### Court métrage
- 1999 : Jazz Night de Wallis Nicita

### Télévision

#### Téléfilms
- 1994 : Service des urgences (State of Emergency) de Lesli Linka Glatter : la responsable des infirmières en soins intensifs
- 1994 : The Investigator de Matthew Tabak
- 1997 : The Player de Mark Piznarski

#### Séries télévisées
- 1983 : V : Robin Maxwell (mini-série, 2 épisodes)
- 1984 : V, la Bataille finale (V: The Final Battle) : Robin Maxwell (mini-série, 3 épisodes)
- 1984-1985 : V : La Série (V: The Series) : Robin Maxwell (19 épisodes)
- 1990 : His & Hers : Debbie
- 1990 : Beverly Hills 90210 : la fille que Brandon invite au restaurant (saison 1, épisode 1)
- 1990 : Get a Life : Charleene (saison 1, épisode 4)
- 1999 : Profiler : Kathy (saison 3, épisode 15)

## Discographie
Albums
- 1998 : Everything Is Nice (avec le groupe Lucie Gamelon)
- 2001 : Shocked and Devastated (album solo)[1]